# Diane Rwigara

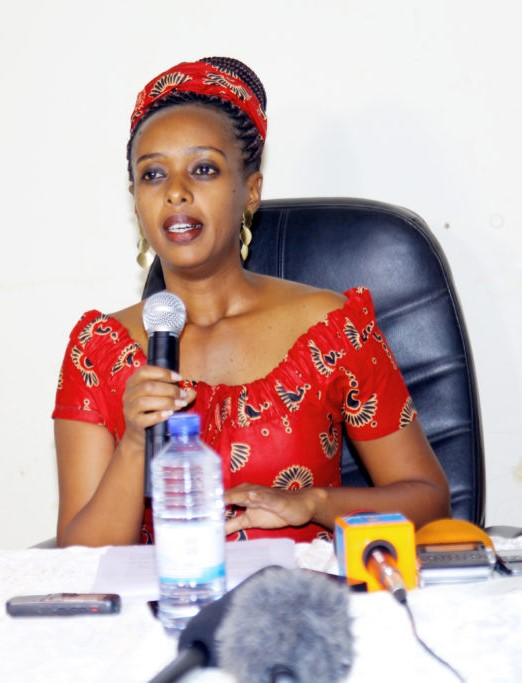
Diane Shima Rwigara (2019)

Diane Shima Rwigara (* 1981 in Ruanda) ist eine ruandische Geschäftsfrau sowie Menschen- und Frauenrechtsaktivistin. Sie reichte 2017 und 2024 Präsidentschaftskandidaturen ein, die jedoch von der ruandischen Wahlkommission abgelehnt wurden. Von September 2017 bis Oktober 2018 war sie aufgrund einer Anklage wegen Anstiftung zum Aufruhr, Steuerbetrugs und Urkundenfälschung inhaftiert, wurde jedoch im Dezember 2018 freigesprochen.

## Frühes Leben
Rwigara wurde 1981 als Tochter einer wohlhabenden Tutsi-Familie in Ruanda geboren. Als der Völkermord an den Tutsi 1994 begann, war sie 12 Jahre alt. Viele Mitglieder ihrer Familie wurden getötet, doch sie überlebte mit ihren Eltern und Geschwistern, da sie sich in Belgien aufhielten. Zwei Jahre nach dem Völkermord kehrten sie nach Ruanda zurück. Ihr Vater Assinapol Rwigara, ein Geschäftsmann, finanzierte in den 90er Jahren die regierende Ruandische Patriotische Front (RPF). Rwigara lebte einen Großteil ihres Lebens im Ausland und erhielt ihre Bildung in den Vereinigten Staaten. Sie ist eine ausgebildete Buchhalterin.

## Tod des Vaters

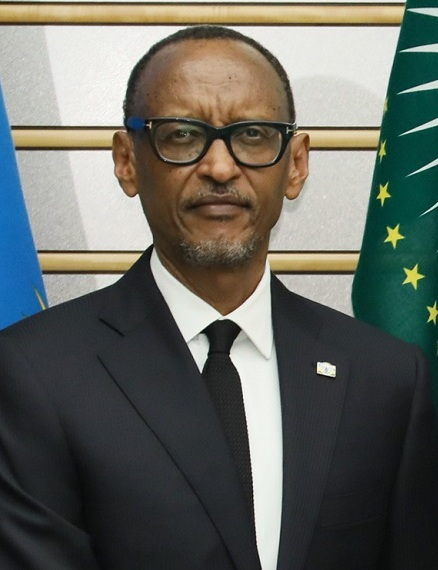
Paul Kagame (2022) ist Vorsitzender der RPF und seit 22. April 2000 amtierender Präsident Ruandas

Am 4. Februar 2015 kam ihr Vater bei einem Verkehrsunfall in Gacuriro in der Hauptstadt Kigali ums Leben. Nach dem offiziellen Bericht der Rwanda National Police (RNP) war Assinapol Rwigara mit seinem Mercedes-Benz zu schnell gefahren, geriet auf die Gegenspur und kollidierte frontal mit einem Lastwagen. Der RNP zufolge wurde eine Suche nach dem vermissten Fahrer des Lastwagens eingeleitet, der sich dann einen Tag nach dem Unfall der Polizei gestellt habe. Es wurde jedoch keine Anklage gegen den nicht identifizierten Mann erhoben. Diane Rwigara, die zum Zeitpunkt des Todes ihres Vaters in Kalifornien wohnte, kehrte nach Kigali zurück. Nach ihrer Ansicht wollte ihr Vater einen Einfluss der RPF in seine Geschäfte nicht dulden, jedoch auch nicht ins Ausland fliehen, und wurde daraufhin ermordet. Zudem hätte der Leichnam von Assinapol Rwigara tiefe Schnitte und Verletzungen aufgewiesen, obwohl sein Wagen auf der Beifahrerseite nur leicht beschädigt worden sei. Darüber hinaus seien einige Familienmitglieder kurz nach dem Unglück am Unfallort eingetroffen und hätten Assinapol Rwigara noch atmend gesehen. Anstatt ihn in ein Krankenhaus zu bringen, hätte die Polizei eine Stunde mit dem Abschleppen des Wagens verbracht und Rwigara schließlich ohne vorherige medizinische Kontrolle in einen Leichensack gelegt. In einer Petition forderten Diane Rwigara und ihre drei Geschwister Präsident Paul Kagame auf, eine unabhängige Untersuchung des Vorfalls anzustrengen. Rwigara distanzierte sich von der RPF und wurde eine bekannte Kritikerin von Kagame, den die Familie in der Vergangenheit unterstützt hatte.

## Karriere

### Präsidentschaftskandidatur und Verhaftung im Jahr 2017
Rwigara gab ihre Kandidaturabsicht für die Präsidentschaftswahl am 4. August 2017 am 3. Mai 2017 bekannt. Sie hatte in der Vergangenheit eine belgische Staatsbürgerschaft, die sie jedoch im Vorfeld ihrer Präsidentschaftskandidatur aufgab. Wenige Tage nach Ankündigung der Kandidatur wurden Nacktfotos von ihr in dem Versuch, sie zu diskreditieren, im Internet veröffentlicht. Rwigara bezeichnete die Fotos als mit Photoshop bearbeitete Fälschungen und hielt an ihrer Kandidatur fest. Ihre sowie die Kandidaturen von Gilbert Mwenedata und Fred Sekikubo Barafinda wurden jedoch am 7. Juli von der Wahlkommission abgelehnt, mit der Begründung, dass diese nicht die nötigen Anforderungen erfüllten, darunter eine bestimmte Anzahl Unterschriften registrierter Wähler erreicht zu haben. Nach dem Wahlrecht müssen parteiunabhängige Kandidaten 600 Unterschriften einreichen, darunter mindestens 12 aus jedem der 30 Distrikte Ruandas. Laut der Wahlkommission hätte Rwigara jedoch nur 572 gültige Unterschriften eingereicht. Sie selbst erklärte, sie hätte 985 Unterschriften eingereicht und weitere 120, nachdem viele disqualifiziert worden seien. Ihr wurde zudem vorgeworfen Unterschriften gefälscht zu haben, indem sie Unterschriften verstorbener Ruander einreichte. Rwigara stritt die Vorwürfe ab und kritisierte die Wahlkommission wegen mangelnder Unabhängigkeit. Eine Woche nach ihrer Disqualifizierung startete Rwigara die Menschenrechtsaktivistengruppe People Salvation Movement.
Im September 2017, einige Wochen nach der Präsidentschaftswahl, wurden sie und ihre Mutter Adeline und Schwester Anne verhaftet, was Rwigara als politisch motiviert bezeichnete. Ihre Schwester Anne Rwigara kam kurz darauf auf Kaution frei. Rwigara wurde wegen Anstiftung zum Aufruhr, Steuerbetrugs und Urkundenfälschung angeklagt. Die Staatsanwaltschaft forderte für sie eine Haftstrafe von 22 Jahren, davon 15 Jahre wegen Anstiftung zum Aufruhr und 7 Jahre wegen Urkundenfälschung. Rwigaras Mutter wurde ebenfalls wegen Anstiftung zum Aufruhr sowie Sektierertum angeklagt. Während sie auf ihren Prozess warteten, beschlagnahmte laut Anne Rwigara, der Unternehmensvertreterin, die Regierung das Geschäft der Familie und versteigerte dessen Vermögenswerte bei Auktionen im März und Juni 2018 für mehr als 1,7 Milliarden ruandische Francs (ca. 1,9 Millionen US-Dollar). Ihr Hotel wurde abgerissen. Im August 2018 forderten Kenianer auf Twitter unter #FreeDianeRwigara die Freilassung von Rwigara durch Kagame. Dies geschah einige Tage nach der gleichen Aufforderung für den in Uganda inhaftierten Bobi Wine. Etwas mehr als ein Jahr nach ihrer Verhaftung kamen Anfang Oktober 2018 Diane Rwigara und ihre Mutter, die bis dahin im Mageragere-Gefängnis in Kigali lebten, auf Kaution frei. Die Freilassung kam nur wenige Wochen nachdem 2.140 Gefangene, darunter auch die Oppositionspolitikerin Victoire Ingabire Umuhoza und Kizito Mihigo, begnadigt und vorzeitig aus Haftstrafen entlassen wurden. Am 6. Dezember 2018 wurden Diane und Adeline Rwigara am Obersten Gerichtshof in Kigali wegen Mangel an Beweisen freigesprochen. Die Nationale Staatsanwaltschaft (National Public Prosecution Authority, NPPA) legte daraufhin am 27. Dezember Berufung ein. Am 31. Dezember erhielt die NPPA jedoch eine Anweisung des Justizministeriums die Berufung fallen zu lassen. Artikel 145 der ruandischen Verfassung verleiht dem Justizminister die Befugnis, dem Generalstaatsanwalt in dringenden Fällen oder im öffentlichen Interesse die Anweisung zu erteilen, eine Straftat zu untersuchen und strafrechtlich zu verfolgen oder davon abzusehen.

### Präsidentschaftskandidatur 2024
Bei der Präsidentschaftswahl 2024 reichte Rwigara am 30. Mai 2024 erneut eine parteiunabhängige Kandidatur ein, die später abgelehnt wurde. Auch die eingereichten Kandidaturen von fünf der sechs weiteren unabhängigen Kandidaten wurden nicht zugelassen. Bei der Entscheidung der Wahlkommission wurde für Rwigara wie bereits 2017 eine nicht ausreichende Anzahl Unterschriften als Begründung angegeben. Zudem wurden Zweifel an einem ausreichenden Nachweis ihrer ruandischen Geburtsherkunft genannt.

## Politische Hintergründe in Ruanda

80 Sitze der Abgeordnetenkammer von Ruanda nach der Parlamentswahl 2024:
RPF-Koalition: 37 Sitze
Liberale Partei: 5 Sitze
Sozialdemokratische Partei: 5 Sitze
Ideal Democratic Party (PDI): 2 Sitze
Demokratische Grüne Partei Ruandas: 2 Sitze
Social Party Imberakuri (PS-Imberakuri): 2 Sitze
Indirekt ernannte Mitglieder: 27 Sitze, davon sind 24 für Frauenrepräsentantinnen reserviert, 2 für Jugendrepräsentanten und 1 Sitz für einen Behindertenrepräsentanten

### Unterdrückung von Regierungskritik
Die aus einer Rebellenarmee unter Führung Paul Kagames entstandene Partei Ruandische Patriotische Front (RPF) regiert Ruanda seit ihrer Beendigung des Völkermords an den Tutsi 1994, bei dem etwa eine Million Ruander innerhalb weniger Monate ermordet wurden. Der Parteivorsitzende Paul Kagame ist seit 22. April 2000 Präsident des Landes, galt jedoch bereits vor seiner Wahl als de facto Machtinhaber. Die Präsidentschaftswahlen 2003, 2010, 2017 und 2024 gewann er jeweils mit mehr als 90 Prozent der Stimmen. Ruanda gilt als stabil und wirtschaftlich wachsend. Laut dem Korruptionswahrnehmungsindex 2017 von Transparency International zählt Ruanda zudem zu den am wenigsten korrupten Ländern des Kontinents. Von Menschenrechtsorganisationen kritisiert wird jedoch die Unterdrückung politischer Gegner und unabhängiger Medien von der Regierung durch Einschüchterung, Verhaftungen und gerichtliche Maßnahmen. Regierungskritiker verschwinden zudem immer wieder spurlos oder kommen ums Leben. Beispiele für Todesfälle bei politischen Gegnern und Journalisten sind der Vizepräsident der Demokratischen Grünen Partei Ruandas André Rwisereka im Juli 2010, Jean Damscene Habrugira von der Oppositionspartei FDU-Inkingi im Mai 2017, Anselme Mutuyimana, ein Unterstützer von Victoire Ingabire Umuhoza, im März 2019 und der Investigativjournalist John Williams Ntwali im Januar 2023. Auf dem Demokratieindex von Freedom House wird Ruanda als „unfrei“ eingestuft und auf dem Demokratieindex der britischen Zeitschrift The Economist wurde das afrikanische Land 2023 mit 3,3 von 10 Punkten als „Autoritäres Regime“ eingeordnet.

### Frauenrechte
Nach dem Völkermord an den Tutsi im Jahr 1994 war eine Mehrheit der verbliebenen Bevölkerung, etwa 70 Prozent, weiblich, sodass ihnen eine bedeutende Rolle beim Wiederaufbau des Landes zukam. Nach Artikel 16 der Verfassung Ruandas sind alle Ruander vor dem Gesetz gleichgestellt. Frauen haben das Recht, sich scheiden zu lassen und haben bei Ehepaaren Anspruch auf die Hälfte des gemeinsamen Vermögens. Es gibt ein eigenes Ministerium für Gender- und Familienförderung. Stand 2018 sind vier von sieben Richtern des Obersten Gerichtshofs Frauen. Stand 2019 sind zudem 61 Prozent der Abgeordneten im Unterhaus Ruandas Frauen und damit mehr als in jedem anderen Land. Gesetzlich vorgeschrieben ist ein Mindestanteil von 30 Prozent. Weibliche Abgeordnete unterstützten politische Veränderungen in den Bereichen häusliche Gewalt, Landrechte und Erbschaft. Kritisiert wird jedoch, dass das System der Frauenrepräsentantinnen es der regierenden RPF ermöglicht Verbündete ins Parlament zu bringen. Rwigara kritisiert die Frauenquote als Augenwischerei, unter anderem da die Frauen trotz des äußerlichen Scheins kaum in Machtpositionen säßen. Im Jahr 2018 gaben zudem immer noch 23,5 % der Frauen im Alter von 15 bis 49 Jahren an, in den letzten 12 Monaten körperlicher und/oder sexueller Gewalt durch einen aktuellen oder ehemaligen Partner ausgesetzt gewesen zu sein.